# Per pochi dollari ancora
Per pochi dollari ancora è un film western del 1966 diretto da Giorgio Ferroni.

## Trama
Dopo la fine della guerra di secessione americana, mentre i soldati confederati catturati durante la guerra sono ancora prigionieri degli unionisti, i sudisti irriducibili non hanno accettato la resa del generale Robert Edward Lee e si sono organizzati in bande di fuorilegge, pur di continuare la loro lotta. Uno di loro, catturato e condannato a morte, viene graziato perché si rivela essere a conoscenza di informazioni della massima segretezza: informazioni che solo alcuni alti ufficiali nordisti erano autorizzati a conoscere. L'uomo non sa in che modo il suo capo abbia avuto tali informazioni, ma dal suo racconto l'ufficiale responsabile del campo apprende che i circa 800 uomini della banda sono stati ingannati: Fort Yuma ed il suo tesoro sono prede tutt'altro che facili, ed un tentativo di assaltare quel forte significherebbe mandarli tutti al macello. Al fine di evitare un'inutile carneficina, l'ufficiale incarica due sottufficiali di consegnare al comandante di Fort Yuma un dispaccio per informarlo del caso, mentre un altro ex-sudista, lo scaltro Gary Hammond, viene liberato col compito di indagare e scoprire chi è la talpa.

## Galleria d'immagini

La tortura a cui viene sottoposto Gary
Il duello finale del film

## Curiosità
- Nella versione italiana Giuliano Gemma usa il suo vero nome, sottotitolandolo "Montgomery Wood", lo pseudonimo che aveva usato nei suoi film precedenti.
- Nel film fu incluso un brano musicale di Ennio Morricone (da I malamondo) per giustificare il nome di tale autore sui manifesti e nei titoli di testa. L'arbitrio commesso dal produttore in combutta con la C.A.M. (editrice musicale), venne denunciato da Morricone e la causa si risolse soltanto nel 1973.